# Alberto Entrerríos
Alberto Entrerríos (Gijón, 1976. november 7. –)kétszeres világbajnok spanyol kézilabdázó, a BM Ciudad Real 192 cm magas és 102 kg-os balátlövője.

## Életútja
Entrerrios Gijónban született. Testvérével Raúl Entrerríossal együtt már fiatalon érdeklődtek a kézilabda iránt. A spanyol válogatott tagja, mellyel 2005-ben, és 2013-ban világbajnoki aranyérmet, 2006-ban Európa-bajnoki ezüstérmet és 2008-ban olimpiai bronzérmet szerzett. Pályafutása során már több mint 150-szer volt spanyol válogatott.
Jelenleg a HBC Nantes csapatát erősíti. A BM Ciudad Real csapatával a 2005/2006-os, illetve a 2007/2008-as szezonban megnyerték a Bajnokok Ligája sorozatot.
Alberto először 2004-ben fogott a kezébe gitárt. Bandájával 2007 nyarán adták első koncertjüket egy kis városkában nem messze Ciudad Realtól. "Csak megpróbáljuk magunkat jól érezni, se többre, se kevesebbre nem törekszünk. Jó elfelejteni a mindennapi munkából adódó stresszt és élvezni a zenélést." - nyilatkozta Alberto. "A zene és a kézilabda nem is annyira különbözőek. Mentálisan erősnek kell lenned és minden nap keményen kell dolgoznod." A legelső koncertjén Entrerrios nagyon izgult: "Izzadtam és nagyon ideges voltam… A társaim már játszottak publikum előtt, de számomra ez volt az első alkalom. Végül sikerült leküzdenem az idegességet és élvezni a koncertet." Alberto Entrerrios nem az első játékos a spanyol bajnokságban, aki a kézilabda mellett zenéléssel is foglalkozik. Tomas Svensson szintén gitározik és már el is készített egy lemezt.

### Eddigi csapatai
- Ademar Leon 1998-2001
- FC Barcelona 2001–2002
- BM Ciudad Real 2002-2011
- BM Atlético de Madrid 2011-2012
- HBC Nantes 2012-

## Sikerei
- Bajnokok Ligája győztes: 2006, 2008, 2009
- Világbajnokság: aranyérem 2005, 2013
- Európa-bajnokság: ezüstérem 2006
- Olimpia: bronzérem 2008
- Liga ASOBAL győztes: 2004, 2007, 2008, 2009, 2010
- Copa del Rey győztes: 2003, 2008, 2012
- Copa ASOBAL győztes: 2004, 2005, 2006, 2007, 2008, 2009
- Europeai Szuper Kupa győztes: 2006, 2007, 2008
- Spanyol Szuper Kupa győztes: 2005, 2008